# Sandtorp
Sandtorp är en ort i Götene kommun i Husaby socken i Västergötland. År 1995 klassades Sandtorp av SCB som småort men därefter har inte folkmängden överstigit 50 invånare.